# Anasztasziosz (szerzetes)
Anasztasziosz (? – 662) szerzetes, ókeresztény író.
Hitvalló Szent Maximosz volt Anasztasziosz teológus tanítványa, majd a száműzetésben társa. Egyetlen ismert levelében Krisztus két akaratának tanát fejtegeti. Emellett szerzője volt a Maximosz ellen folytatott perről szóló beszámolóknak, és egy, a monotheléták tanítását cáfoló levélnek.